# Rhododendron magniflorum
Rhododendron magniflorum är en ljungväxtart som beskrevs av W.K. Hu. Rhododendron magniflorum ingår i släktet rododendron, och familjen ljungväxter. Inga underarter finns listade i Catalogue of Life.